# Эспириту-Санту-ду-Пиньял
Эспириту-Санту-ду-Пиньял (порт. Espírito Santo do Pinhal)  —  муниципалитет в Бразилии, входит в штат Сан-Паулу. Составная часть мезорегиона Кампинас. Входит в экономико-статистический  микрорегион Сан-Жуан-да-Боа-Виста. Население составляет 42 921 человек на 2006 год. Занимает площадь 390,413 км². Плотность населения — 109,9 чел./км².
Праздник города —  27 декабря. 

## История
Город основан в 1849 году.

## Статистика
- Валовой внутренний продукт на 2003 составляет 284.148.807,00 реалов (данные: Бразильский институт географии и статистики).
- Валовой внутренний продукт на душу населения на 2003 составляет 6.797,66 реалов (данные: Бразильский институт географии и статистики).
- Индекс развития человеческого потенциала на 2000 составляет 0,808 (данные: Программа развития ООН).

## География
Климат местности: субтропический.